# Skate America 2015
Navigation
Édition précédente Édition suivante
Le Skate America est une compétition internationale de patinage artistique qui se déroule aux États-Unis au cours de l'automne. Il accueille des patineurs amateurs de niveau senior dans quatre catégories: simple messieurs, simple dames, couple artistique et danse sur glace.
Le trente-quatrième Skate America est organisé du 23 au 25 octobre 2015 à la UW–Milwaukee Panther Arena de Milwaukee dans le Wisconsin. Il est la première compétition du Grand Prix ISU senior de la saison 2015/2016.

## Résultats

### Messieurs

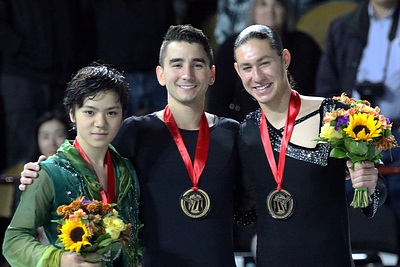
Podium des Messieurs

| Rang | Nom                | Pays       | Points | Programme court | Programme court | Programme libre | Programme libre |
| ---- | ------------------ | ---------- | ------ | --------------- | --------------- | --------------- | --------------- |
| 1    | Max Aaron          | États-Unis | 258.95 | 1               | 86.67           | 2               | 172.28          |
| 2    | Shoma Uno          | Japon      | 257.43 | 4               | 80.78           | 1               | 176.65          |
| 3    | Jason Brown        | États-Unis | 238.47 | 8               | 78.64           | 3               | 159.83          |
| 4    | Yan Han            | Chine      | 236.03 | 2               | 86.53           | 5               | 149.50          |
| 5    | Konstantin Menshov | Russie     | 230.79 | 3               | 86.15           | 6               | 144.64          |
| 6    | Adian Pitkeev      | Russie     | 230.75 | 5               | 79.90           | 4               | 150.85          |
| 7    | Ross Miner         | États-Unis | 215.11 | 7               | 78.96           | 8               | 136.15          |
| 8    | Brendan Kerry      | Australie  | 203.48 | 11              | 65.41           | 7               | 138.07          |
| 9    | Denis Ten          | Kazakhstan | 201.52 | 6               | 79.02           | 11              | 122.50          |
| 10   | Takahito Mura      | Japon      | 200.83 | 10              | 71.66           | 9               | 129.17          |
| 11   | Florent Amodio     | France     | 197.45 | 9               | 71.96           | 10              | 125.49          |
| 12   | Alexei Bychenko    | Israël     | 171.83 | 12              | 50.68           | 12              | 121.15          |

### Dames

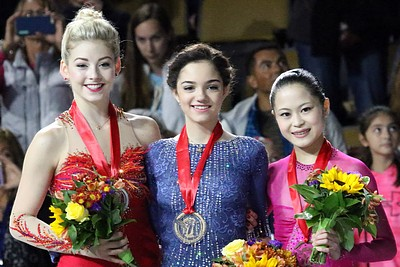
Podium des Dames

| Rang | Nom                  | Pays         | Points | Programme court | Programme court | Programme libre | Programme libre |
| ---- | -------------------- | ------------ | ------ | --------------- | --------------- | --------------- | --------------- |
| 1    | Ievguenia Medvedeva  | Russie       | 206.01 | 1               | 70.92           | 2               | 135.09          |
| 2    | Gracie Gold          | États-Unis   | 202.80 | 2               | 65.39           | 1               | 137.41          |
| 3    | Satoko Miyahara      | Japon        | 188.07 | 3               | 65.12           | 3               | 122.95          |
| 4    | Elizabet Tursynbaeva | Kazakhstan   | 178.56 | 7               | 59.26           | 4               | 119.30          |
| 5    | Karen Chen           | États-Unis   | 172.54 | 4               | 62.28           | 6               | 110.26          |
| 6    | Ioulia Lipnitskaïa   | Russie       | 170.63 | 5               | 62.24           | 7               | 108.39          |
| 7    | Nicole Rajičová      | Slovaquie    | 167.32 | 12              | 50.33           | 5               | 116.99          |
| 8    | Mariah Bell          | États-Unis   | 160.94 | 11              | 52.73           | 8               | 108.21          |
| 9    | Park So-youn         | Corée du Sud | 159.66 | 10              | 53.78           | 9               | 105.88          |
| 10   | Haruka Imai          | Japon        | 158.65 | 9               | 56.52           | 10              | 102.13          |
| 11   | Miyu Nakashio        | Japon        | 153.29 | 8               | 57.01           | 11              | 96.28           |
| 12   | Alaine Chartrand     | Canada       | 148.20 | 6               | 59.40           | 12              | 88.80           |

### Couples
| Rang | Nom                                 | Pays       | Points | Programme court | Programme court | Programme libre | Programme libre |
| ---- | ----------------------------------- | ---------- | ------ | --------------- | --------------- | --------------- | --------------- |
| 1    | Sui Wenjing / Han Cong              | Chine      | 202.00 | 2               | 68.28           | 1               | 133.72          |
| 2    | Alexa Scimeca / Chris Knierim       | États-Unis | 191.97 | 1               | 69.69           | 4               | 122.28          |
| 3    | Julianne Séguin / Charlie Bilodeau  | Canada     | 189.49 | 4               | 64.85           | 3               | 124.64          |
| 4    | Ksenia Stolbova / Fedor Klimov      | Russie     | 189.06 | 5               | 63.41           | 2               | 125.65          |
| 5    | Wang Xuehan / Wang Lei              | Chine      | 171.77 | 3               | 64.95           | 6               | 106.82          |
| 6    | Tarah Kayne / Daniel O'Shea         | États-Unis | 165.99 | 6               | 58.38           | 5               | 107.61          |
| 7    | Kristina Astakhova / Alexei Rogonov | Russie     | 157.97 | 7               | 58.25           | 8               | 99.72           |
| 8    | Jessica Pfund / Joshua Santillan    | États-Unis | 151.40 | 8               | 50.20           | 7               | 101.20          |

### Danse sur glace
| Rang | Nom                                    | Pays       | Points | Danse courte | Danse courte | Danse libre | Danse libre |
| ---- | -------------------------------------- | ---------- | ------ | ------------ | ------------ | ----------- | ----------- |
| 1    | Madison Chock / Evan Bates             | États-Unis | 173.22 | 1            | 70.56        | 1           | 102.66      |
| 2    | Victoria Sinitsina / Nikita Katsalapov | Russie     | 162.21 | 2            | 62.76        | 2           | 99.45       |
| 3    | Piper Gilles / Paul Poirier            | Canada     | 157.58 | 3            | 61.33        | 3           | 96.25       |
| 4    | Kaitlin Hawayek / Jean-Luc Baker       | États-Unis | 150.69 | 4            | 56.54        | 4           | 94.15       |
| 5    | Anastasia Cannuscio / Colin McManus    | États-Unis | 143.67 | 6            | 52.92        | 5           | 90.75       |
| 6    | Anna Yanovskaya / Sergey Mozgov        | Russie     | 140.92 | 5            | 53.35        | 6           | 87.57       |
| 7    | Oleksandra Nazarova / Maksym Nikitin   | Ukraine    | 135.60 | 7            | 50.53        | 7           | 85.07       |
| 8    | Wang Shiyue / Liu Xinyu                | Chine      | 129.59 | 8            | 49.37        | 8           | 80.22       |

## Sources
- Résultats du Skate America 2015 sur le site de l'ISU
- Patinage Magazine N°145 (Janvier/Février 2016)